# Dimitris Giantsis
Dimitris Giantsis (Griva, 4 de março de 1988) é um futebolista grego que atua como atacante. Atualmente, joga pelo Levadiakos FC.

## Carreira

### Seleção
Giantsis disputou 10 jogos pela Seleção Grega Sub-21. Ele estreou no empate de 1 a 1 contra Albânia no Ruzhdi Bizhuta Stadium, em Elbasan, no dia 20 de agosto de 2008.